# Ki no Yoshimochi
Ki no Yoshimochi (紀 淑望, Ki no Yoshimochi) (mort en 919) était un poète japonais, à la fois de waka et de kanshi (poésie japonaise et chinoise, respectivement). Il a également composé les préfaces (mana-jo) de l'anthologie waka du Xe siècle, le Kokin wakashū. Il a étudié les lettres classiques au Daigaku-ryō (Université impériale), avant de tenir divers postes de savant à la cour.

## Biographie
La date de naissance de Ki no Yoshimochi est inconnue. Il était le fils premier-né de Ki no Haseo (紀 長谷雄) et le frère aîné de Ki no Yoshihito (紀 淑人) et Ki no Yoshimitsu (紀 淑光). Il pourrait avoir été le fils adoptif de Ki no Tsurayuki.
En Kanpyō 8 (896), il est entré à l'Université impériale comme étudiant de chinois (文章生 monjōshō). En 906 (Engi 6), il a atteint le cinquième grade, de rang inférieur, et en 912, a été promu au cinquième grade, de rang supérieur, étant devenu directeur de l'université (大学頭 daigaku-no-kami et enseignant des Classiques pour le prince de la couronne (東宮学士, tōgū-gakushi). En 913, il est devenu Vice-gouverneur de Shinano (信濃権介 Shinano pas gon-no-suke.
Il est mort en 919,, soit Engi 19.

## Travaux
Les Nihongi Kyōen Waka (日本紀竟宴和歌), Kokin Wakashū et Shin Kokin Wakashū comprennent chacun un waka (poème japonais) qui lui sont attribués. Il semble que ses écrits en chinois aient été tenus en haute estime. Le Wakan rōeishū ouvre l'un de ses livres avec un kanshi (poème Chinois), et il a été choisi pour écrire la préface en chinois du Kokin Wakashū (voir ci-dessous).

### Écrits en Prose
Il a écrit la préface en chinois (mana-jo) du Kokin Wakashū, dans lequel il exprime que toute poésie a sa source dans l'émotion humaine. Ce point de vue était populaire en Chine (y compris dans la principale source de sa préface, les préfaces du Classique des vers) et le Japon, reflétant l'attitude classique en Asie vis-à-vis de la poésie, non partagée dans d'autres parties du monde où la majeure partie de la poésie a souvent été inspirée par des batailles, des héros, des dieux, et la communication de vérités morales. La préface date du quatrième mois de 905.